# Aaron McCarthy
Aaron McCarthy (24 novembre 1961) è un allenatore di pallacanestro statunitense.

## Palmarès

### Squadra
- Campionato finlandese: 3

ToPo Helsinki: 1995-1996, 1996-1997, 1997-1998
- Campione del Belgio (2001)
- Coppa del Belgio (1992, 2001)
- Coppa di Finlandia: 2

ToPo Helsinki: 1996, 1997

### Individuale
- Korisliiga allenatore dell'anno: 1

ToPo Helsinki: 1996-1997